# Галіахметово
Галіахме́тово (рос. Галиахметово, башк. Ғәлиәхмәт) — село у складі Хайбуллінського району Башкортостану, Росія. Адміністративний центр Ак'юловської сільської ради.
Населення — 417 осіб (2010; 498 в 2002).
Національний склад:
- башкири — 100%